# Сортировка (Екатеринбург)
Сортиро́вка (Сортировочный) — жилой район Железнодорожного административного района Екатеринбурга.

## География
С юго-запада микрорайон омывается водами Верх-Исетского пруда. Границы проходят по улицам Ангарской — на северо-западе, Автомагистральной — на севере и востоке. Южная граница Сортировки проходит по Транссибирской магистрали. Надеждинская улица условно делит район на Старую (северо-западная часть) и Новую Сортировки (юго-восточная часть).

## История

### Старая Сортировка
Образование микрорайона связано со строительством в 1929 году станции Свердловск-Сортировочный (ныне — Екатеринбург-Сортировочный). В 1920-е вокруг станции на месте леса строились дома барачного типа. В 1936 5-этажными домами застраивается ул. Крупской, с 1946 — 2-3-этажными домами ул. Техническая, Коуровская, пер. Клубный. 1 мая 1949 открыта автономная трамвайная линия (с 1958 — соединена с городом). С 1960-х — массовое жилищное строительство 5-этажными домами в «хрущёвском» стиле, с 1976 — 9-этажными домами. С конца 1980-х, после взрыва на станции Свердловск-Сортировочный построен ряд 9—16-этажных зданий.

### Новая Сортировка
С конца 1920-х годов здесь располагался посёлок Красная Звезда, возникший вокруг одноимённой ж/д станции и состоявший из 1-этажных деревянных домов. С 1975 года началось освоение микрорайона, выстроены жилые кварталы 9—16-этажных домов типовых серий I-468 (9-этажный, «пентагон», первым в 1976 сдан дом по ул. Пехотинцев, 5) и 141 (16-эт.), школы, дошкольные учреждения. С 1994 - крупнейший вещевой рынок Таганский Ряд, который в 1980-е годы располагался в посёлке Шувакише.

## Культура и образование
На территории микрорайона 10 общеобразовательных школ, 2 гимназии, 2 школы-интерната, 27 дошкольных учреждений, учреждения среднего профессионального образования, несколько десятков магазинов, супермаркеты, торговые центры, клубы, дворец культуры, стадион. Население — около 90 тыс. человек (2000).

## Транспорт района
На Старой и Новой Сортировке представлена развитая сеть автобусов, трамваев и маршрутных такси. Уже долгое время планируется пуск троллейбусов по Таватуйской улице. Также по границе Сортировки проходят железнодорожные линии и маршрут городской электрички Екатеринбург-Сортировочный — Керамик — Сысерть.